# How Do You Sleep? (canción de Jesse McCartney)
«How Do You Sleep?» es el tercer sencillo del álbum Departure, del cantante estadounidense Jesse McCartney.

## Información
La canción fue un remix grabada a dúo con el rapero Ludacris y lanzada el 20 de enero de 2009. El video fue dirigido por Rich Lee y ha logrado más de 15.4 millones de visitas en el canal oficial de Hollywood Records en YouTube, y más de 11.8 millones en el canal oficial de Jesse McCartney. Fue lanzado digitalmente en iTunes el 31 de marzo del 2009.

### Lista de canciones
- "How Do You Sleep?" (Radio Edit) — 3:19
- "How Do You Sleep?" (Album Version Radio Edit) — 3:22
- "How Do You Sleep?" (Álbum Versión) — 3:44
- "How Do You Sleep?" (Main Version) (con Ludacris) — 3:32
- "How Do You Sleep?" (Rhythmic Radio Mix) (con Ludacris) — 3:48
- "How Do You Sleep?" (Rhythmic Radio Mix - No Rap) — 3:28

## Posicionamiento
| Listas (2009)                                 | Posición |
| --------------------------------------------- | -------- |
| U.S. Billboard Bubbling Under Hot 100 Singles | 25       |
| U.S. Billboard Pop 100                        | 95       |
| U.S. Billboard Pop 100 Airplay                | 64       |
| U.S. Billboard Digital Songs                  | 20       |
| U.S. Billboard Digital Tracks                 | 18       |
| Radio Disney                                  | 5        |
| Top40-Charts.com Web Top 100                  | 8        |
| Top40-Charts.com Ringtones Sales              | 17       |
| Digital Sales Top 100                         | 12       |
| Airplay World Official Top 100                | 62       |
| World Singles Official Top 100                | 85       |

### Con Ludacris
| Listas (2009)                          | Posición |
| -------------------------------------- | -------- |
| Australia Singles Chart                | 75       |
| Canadian Hot 100                       | 40       |
| U.S. Billboard Hot 100                 | 26       |
| U.S. Billboard Pop 100                 | 7        |
| U.S. Billboard Pop 100 Airplay         | 10       |
| U.S. Billboard Digital Songs           | 28       |
| U.S. Billboard Hot Adult Top 40 Tracks | 30       |
| Yahoo! Audio                           | 1        |

| Fin de año - Listas (2009)       | Posición |
| -------------------------------- | -------- |
| U.S. Billboard Hot 100           | 86       |
| U.S. Billboard Mainstream Top 40 | 38       |
| Canadá Top 100                   | 93       |